# Widdringtonia cedarbergensis
Espèce
Classification phylogénétique
Statut de conservation UICN

 CR A2acd : 
En danger critique
Le Cyprès de Clanwilliam (Widdringtonia cedarbergensis J.A. Marsh), connu également et entre autres sous le nom de Cèdre du Cap, Cèdre de Clanwilliam ou Cyprès africain, de la famille des Cupressaceae (celle des cyprès), est un arbre endémique des montagnes de Cederberg au nord-est du Cap, nord de la province du Cap et sud de la province de Cap-Occidental, Afrique du Sud. Il est inscrit sur la liste rouge de l'UICN comme étant en danger critique de disparition.

## Taxinomie, étymologie
Widdringtonia cedarbergensis J. A. Marsh (Bothalia 9:125. 1966).
Synonymes connus :
- Widdringtonia juniperoides (L.) Endl.
- Widdringtonia juniperoides auct. ;
- Callitris arborea Schrad. ex Drège, nom. Nud. ;
- Callitris juniperoides auct. ;
- Callitris juniperoides (L.) T. Durand & Schinz ;
- Cupressus humilis Salisb. ;
- Cupressus juniperoides auct. ;
- Frenela juniperoides (L.) Parl. ;
- Pachylepis juniperoides (L.) Brongn. ;
- Taxodium juniperoides (L.) Steud. ;

Le nom du genre Widdringtonia a été donné par le botaniste autrichien Stephan Endlicher pour honorer Samuel Edward Cook (en), dit Widdrington (1787-1856), un collège expert sur les forêts espagnoles de conifères.
En 1842  Widdrington publiait le dernier d'une série de trois articles sur les espèces Pinus et Abies, alors que dans ce temps Endlicher cherchait un nom pour le genre ; en effet deux noms par lui proposés précédemment avaient été officiellement adoptés pour deux autres espèces. Endlicher n'a pas manqué d'humour en proposant le nom de Widdrington, qui venait juste de changer son nom lui-même (passant de Cook, nom sous lequel il avait fait publier ses deux premiers articles en 1839, à celui de Widdrington en 1840)
.

## Description
W. cedarbergensis est un arbre persistant qui peut atteindre 20 m de hauteur, mais dont la taille en milieu naturel ne dépasse guère 7 m de nos jours. 

La cime des jeunes arbres est cônique, puis s'étale largement pour les sujets âgés.

Son écorce, fibreuse, devient profondément crevassée avec l'âge et montre alors un extérieur gris foncé sur un fond brun-rouge.
Les jeunes feuilles (ou les feuilles des jeunes sujets ?) mesurent 1 à 2 mm de longueur et jusqu'à 2 mm de largeur chez les jeunes ; elles deviennent ensuite squamiformes, mesurant de 2 à 4 mm de long, avec le bout libre plus petit ou aussi long (jamais plus long) que la base attachée, et de section ronde.
Les Cônes mâles sont solitaires et terminaux, de 1 à 2 mm de longueur. Les cônes fructifères sont globuleux, de 20 à 25 mm de diamètre, avec des bords et une surface extérieure très verruqueuse.
Les graines sont noires, ovoïdes, mesurent de 6 à 10 mm, avec une aile peu développée,.
Il relâche ses graines lors d'un feu, mais sa souche ne produit pas de rejets après destruction de l'arbre (feu, rongeurs)

### Composés chimiques
L'huile de bois de cèdre, généralement obtenue à partir d'arbres du genre des Juniperus (genévriers), a été étudiée depuis aussi longtemps qu'elle a servi de produit de ménage, de médecine et de parfum. Mais celle du cèdre du Cap précisément, a dû attendre 2010 pour voir une publication sur le sujet. Des extraits d'huile présente dans le bois et les feuilles ont été analysés par hydro-distillation. Les deux huiles, celle du bois et celle des feuilles, se sont avérées très différentes. Ont été trouvés dans l'huile des feuilles vingt composants, représentant 93,8 % du total de l'huile, dont les principaux sont : terpinen-4-ol (36,0 %), sabinène (19,2 %), γ-terpinène (10,4 %), α-terpinene (5,5 %) et myrcène (5,5 %). 

Dans l'huile du bois on trouve vingt-six composants, représentant 89,5 %  du total de l'huile, dont les principaux sont : thujopsène (47,1 %), α-cédrol (10,7 %), widdrol (8,5 %) et cuparène (4,0 %).

## Répartition et habitat
Hormis quelques rares spécimens disséminés dans des arboretum et autres lieux similaires de par le monde, on le trouve uniquement sur les crêtes de la Réserve naturelle du Cederberg, dans la province du Cap en Afrique du Sud.
Les jeunes plants préfèrent l'ombre pour leurs deux ou trois premières années, mais préfèrent ensuite plus de lumière – en habitat naturel non contrôlé ceci leur est fourni par les feux sauvages.

## Utilisation
W. cedarbergensis a été surexploité pour son bois.

## Conservation
W. cedarbergensis a joint la liste rouge de l'UICN la même année que pour W. whytei en 1998, tous deux ayant été estimés « en danger critique de disparition ». Les forêts de cyprès de Clanwilliam s'étendaient sur quelque 30 km dans les montagnes du Cederberg au début du XXe siècle. La surexploitation et une g appropestion des feux inadéquate, ont réduit l'espèce à 5 populations résiduelles. Un feu accidentel au début de 1998 a détruit un grand nombre d'individus. Les adultes restants sont confinés dans des zones inaccessibles, et sont en si petits nombres que l'hypothèse d'une repopulation naturelle est exclue.
Comme sa souche ne produit pas de rejets après destruction de l'arbre, il est défavorisé dans les zones propices au feu. Il a été estimé que des intervalles de 15 à 20 ans entre les feux seraient nécessaires pour voir une augmentation de la population de W. cedarbergensis, qui est sur ce point soumis aux mêmes contraintes que Widdringtonia whytei.
Un programme de restauration des cèdres de Clanwilliam tente de remédier au déclin de leur population pour essayer de sauver l'espèce. D'une part, les arbres adultes étant vulnérables au feu intense, des feux de basse intensité mais plus fréquents sont pratiqués – ce qui contribue également à une meilleure maîtrise des feux sauvages en réduisant la quantité des matériaux combustibles en place. D'autre part de nombreux jeunes plants, provenant de graines et élevés en pépinière, sont plantés chaque année sur les terrains récemment incendiés de son habitat. Cette méthode s'est avérée plus performante que celle utilisée auparavant, qui consistait à planter les graines in situ. Le taux de survie de ces jeunes plants ainsi apportés est élevé : 39,1 à 61,2 % d'entre eux survivent.